# Jan de Haas (Engelandvaarder)
Joannes Henricus Marie (Jan) de Haas (Den Haag, 7 februari 1918 – Mauthausen, 7 september 1944) was een Engelandvaarder en geheim agent bij de Special Operations Executive tijdens de Tweede Wereldoorlog. Hij was een van de slachtoffers van het Englandspiel.

## Jeugd
Jan de Haas groeide in Den Haag op in het katholieke gezin van de Amsterdamse timmerman Simon Jacobus de Haas (~1886-1959) – die in Den Haag een betrekking als leraar aan een ambachtsschool had gekregen – en diens Haarlemse echtgenote Martha Hendrica Antonia Santen (1888-1950). Na de lagere school ging hij enkele jaren in Echt naar de middelbare school en vervolgens naar het ‘Rooms-Katholiek College’ in Den Haag. Aan het eind van de zomer van 1937 startte hij met een HBO-opleiding, die hij slechts een jaar volgde.

## Militaire dienst
In oktober 1938 ging De Haas in dienst en maakte na zijn training deel uit van het Opleidings- en Trainingscentrum Rijden. Hij was actief bij het Vrijwillig Landstormkorps Motordienst van de Koninklijke Landmacht. Een jaar later was hij warrant officier in Den Haag. Tijdens de meidagen van 1940 is Jan de Haas gelegerd geweest in Alphen. In juli werd hij overgeplaatst naar het Trainingscorps van de Nederlandse Arbeidsdienst, om vanaf oktober te worden ingezet in het Drentse kamp Hooghalen. Kort nadat De Haas in februari 1941 naar kamp De Bruine Enk in Nunspeet was overgeplaatst, diende hij zijn ontslag in. Nadien bekleedde hij allerlei kantoorfuncties in Den Haag, uiteindelijk langere tijd bij de Nederlandse verzekeringsmaatschappij Ons Belang.

## Engelandvaarder
Eind september 1941 klopte zijn dienstmaatje Ab Homburg op de deur en vertelde over zijn overtocht naar Engeland in maart van dat jaar. Deze Engelandvaarder was daags daarvoor gedropt en had werk te doen voor de geheime dienst (SOE). Hij vroeg De Haas hem daarbij te helpen. Na diens toezegging spraken zij af elkaar de volgende week weer te ontmoeten, maar Homburg kwam niet opdagen. Drie weken later stond hij plots op de stoep en beweerde uit de Scheveningse gevangenis te zijn ontsnapt.
De familie De Haas hield hem twee weken in hun huis schuil. Jan de Haas had in die tijd een betere onderduikplaats voor Homburg geregeld op het platteland, in De Zilk. Daar verbleef deze tot ongeveer 13 februari 1942. De Haas had steeds contact met hem gehouden en enkele opdrachten voor hem uitgevoerd, zoals het plegen van telefoontjes naar diverse contacten in Rotterdam, het onderhouden van contact met verzetsman Jan Bottema en het bezoeken van de heer H. van Wijlen, reder Ruys in Rotterdam en Homburgs zwager, Van Beelen, in IJmuiden om informatie in te winnen omtrent vissersschepen.
Hun bedoeling was een schip te kapen en zij viseerden daarvoor de Beatrice, IJM 118.
Homburg kwam op 13 februari zelf ook mee naar IJmuiden en zondag de 15e werden zij ’s ochtends met hun dienstmaatje marconist Jo Buizer door walschipper Jan Vooys ongezien aan boord geholpen. Verscholen tussen het ijs in het visruim moesten ze tot de volgende middag kwart voor vier wachten op de afvaart van de Beatrice. Toen zij tegen de schemering, rond 18u30, op open zee de bemanning onder schot wilden nemen met hun revolvers en lichte automatische wapens om de schipper te dwingen op Engeland aan te koersen, waren ze alle drie zo zeeziek dat het op een halfslachtige actie uitdraaide. De Haas bleef in het ruim; Homburg en Buizer begaven zich aan dek. Schipper Machiel Grootveld stemde na enig onderhandelen het eerst in en overtuigde de rest van de bemanning. Geweld en geplande bedreigingen – vooraf afgesproken met Grootveld – waren uitgebleven.
Zonder tegenslag kwam de stoomtrawler Beatrice op de 17e in Yarmouth aan. De wapens hadden Buizer en Homburg aan Grootveld overgedragen. Geëscorteerd door twee patrouilleboten meerden zij rond 10 uur af en Homburg liep mee met een kennis die hem op de kade opwachtte. De andere mensen aan boord haalde deze beambte later op; zij kregen onderdak in een huis in de stad. De volgende ochtend zaten De Haas en Buizer in de RVPS in Londen en werden intensief ondervraagd door de SO2 en vervolgens door F. Jackson bij SOE; laatstgenoemde verhoorde hen op last van MI5 slechts kort, vanwege het speciale verhoor door N-section (de Nederlandse sectie binnen SOE).

## SOE-training en landing
Jackson had vertrouwen in het relaas van De Haas en beval op 20 februari aan hem vrij te laten. Jan de Haas had aangegeven voor SO2 te willen gaan werken en kwam op een training school van SOE terecht. Zijn training daar duurde kort – waar de meeste andere agenten een opleiding van een half jaar of langer genoten, stuurde Londen De Haas al medio april terug. In de nacht van 8 op 9 april zette een motortorpedoboot hem af in de buurt van de kust bij Castricum en peddelde hij zelf in een rubberboot naar het strand; daarna zocht hij zijn weg naar huis. Zijn taken waren: een lijn opzetten tussen het Verenigd Koninkrijk en Nederland en nieuw gearriveerde agenten onderdak te verschaffen; daarnaast vormde De Haas een schakel tussen agenten die elkaar kwijt geraakt waren.

## Englandspiel
Op het moment van zijn landing was het Englandspiel juist begonnen. Huub Lauwers en Thijs Taconis waren op, respectievelijk, 6 en 9 maart gearresteerd en hadden vanwege het ‘Britse verraad’ – zoals hun door de nazi’s werd voorgespiegeld – cruciale informatie prijsgegeven. Lauwers ging eind maart schoorvoetend akkoord om voor de Duitsers naar SOE te zenden. Dientengevolge had de Abwehrsectie IIIF van Joseph Schreieder en Hermann Giskes Albert Baatsen kunnen opwachten, toen hij gedropt werd op 27  maart. En ook Baatsen was bereid geweest hun diverse zaken te vertellen.
Jan de Haas wachtte in zijn ouderlijk huis op een signaal uit Londen om zijn Eureka, een net ontwikkelde telefoonzender met een infraroodlamp als baken voor op het strand landende agenten, te mogen gaan gebruiken. Dat bleef uit. Wel kreeg hij op 28 april, zoals afgesproken, bezoek van Leo Andringa die hij kort na zijn eigen aankomst bij sigarenwinkelier Martens in Haarlem had ondergebracht, een contact van hem en Homburg. Andringa werd vergezeld door een andere agent met de naam Dick; dit bleek echter de SD-er L.A. Poos te zijn. Andringa en De Haas werden door hem en Schreieder gearresteerd en in het Oranjehotel en later in Kamp Haaren gevangen gezet. Ook zij lieten een en ander los. Jan de Haas werd gedwongen de met Londen geplande test met zijn set uit te voeren. Na twee mislukkingen besloot SOE voorlopig af te zien van gebruik van de lamp. De Haas’ nieuwe taak was de groep Lauwers te assisteren bij het saboteren van Duitse schepen in Nederlandse havens.
Hiermee draaide het Plan Holland, waarvan zij eigenlijk allen deel zouden gaan uitmaken, op een navrant fiasco uit. De agenten die na De Haas werden gedropt, zijn allen direct na hun landing gearresteerd door een ontvangstcomité van Giskes, Poos en Slagter. Het voor De Haas (Potato) bestemde zendverkeer wist Giskes na veel verzoeken via de lijnen van Lauwers (Ebenezer) en de op 23 juni geparachuteerde Buizer (Spinach, later Boni) alsnog in de code van Boni te ontvangen.

## De agenten van Plan Holland
Toen de Sicherheitspolizei na enkele ontsnappingen besloot dat de agenten van Plan for Holland voortaan in een concentratiekamp buiten Nederland zouden worden bewaakt, werden De Haas en de meeste andere SOE-agenten via Assen naar het Poolse Rawicz overgebracht. Ten gevolge van de Duitse verliezen aan het Oostfront is De Haas uiteindelijk naar Mauthausen verplaatst, waar hij na de aanslag op Hitler in een grote groep werd geëxecuteerd.

## Onderscheidingen
Voor zijn Engelandvaart en zijn werk voor SOE is De Haas postuum met de volgende decoraties onderscheiden.
- Bronzen Kruis, postuum, K.B. no.33 van 2 mei 1953 (inlichtingendienst), (2e toekenning) toelichting:[58][59]

Nederland – geheim agent Inlichtingendienst in bezet gebied die door vijandelijke tegenactie tot zijn dood leidde.
- Bronzen Kruis, postuum, K.B. no.33 van 2 mei 1953 (inlichtingendienst), toelichting:[60][61]

Nederland – ontsnapping uit bezet gebied vanuit IJmuiden.